# A Long Vacation
| Recensione | Giudizio |
| ---------- | -------- |
| AllMusic   | [ 1 ]    |

A Long Vacation è un album discografico di Rick Nelson, pubblicato dall'etichetta discografica Imperial Records nell'agosto del 1963.

## Tracce
Lato A
1. A Long Vacation – 2:07 (Dorsey Burnette) – Registrato il 15-16 giugno 1959 al Master Recorders, Hollywood, California
2. Mad Mad World – 2:01 (Dorsey Burnette, Joe Osborn) – Registrato il 30 ottobre 1961 al Gold Star Recording Studio, Hollywood, California
3. Honeycomb – 2:53 (Bob Merrill) – Registrato il 24 settembre 1957 al Master Recorders, Hollywood, California
4. Baby Won't You Please Come Home – 2:10 (Charles Warfield, Clarence Williams) – Registrato il 4-5 aprile 1960 al Master Recorders di Hollywood, California
5. I Can't Stop Loving You – 2:38 (Don Gibson) – Registrato il 6 novembre 1961 al Master Recorders di Hollywood, California
6. Stars Fell on Alabama – 2:30 (Mitchell Parish, Frank S. Perkins) – Registrato il 3 aprile 1961 al United Recording Corp., Hollywood, California

Lato B
1. Excuse Me Baby – 2:38 (Dorsey Burnette) – Registrato il 2 novembre 1961 al Master Recorders di Hollywood, California
2. Unchained Melody – 2:16 (Hy Zaret, Alex North) – Registrato l'11 aprile 1958 al Master Recorders di Hollywood, California
3. I'll Walk Alone – 2:35 (Sammy Cahn, Jule Styne) – Registrato il 21 aprile 1958 al Master Recorders di Hollywood, California
4. It's All in the Game – 1:58 (Carl Sigman, Charles Dawes) – Registrato il 2 settembre 1958 al Master Recorders di Hollywood, California
5. Someday (You'll Want Me to Want You) – 2:44 (Jimmie Hodges) – Registrato l'11 aprile 1958 al Master Recorders di Hollywood, California
6. I'm Confessin' – 2:14 (Al Neiburg, Doc Dougherty, Ellis Reynolds) – Registrato il 1º ottobre 1957 al Master Recorders di Hollywood, California

## Musicisti
A Long Vacation
- Rick Nelson - voce, chitarra
- James Burton - chitarra
- Dorsey Burnette - chitarra
- Johnny Burnette - chitarra
- Gene Garff - pianoforte
- James Kirkland - contrabbasso
- Richie Frost - batteria
- The Jordanaires (gruppo vocale) - accompagnamento vocale, cori (registrato successivamente in sovraincisione)

Mad Mad World
- Rick Nelson - voce, chitarra
- James Burton - chitarra
- Ray Johnson - pianoforte
- Joe Osborn - basso
- Richie Frost - batteria
- Dave Burgess - accompagnamento vocale, coro
- Glen Campbell - accompagnamento vocale, coro
- Jerry Fuller - accompagnamento vocale, coro

Honeycomb
- Rick Nelson - voce
- Joe Maphis - chitarra
- Howard Roberts - chitarra
- Roger Renner - pianoforte
- George De Naut - contrabbasso
- Earl Palmer - batteria

Baby Won't You Please Come Home
- Rick Nelson - voce
- Alan Reuss - chitarra
- Billy Strange - chitarra
- Ray Johnson - pianoforte
- John Rotella - sassofono
- Plas Johnson - sassofono
- Leroy Vinnegar - contrabbasso
- Richie Frost - batteria
- Darlene Love & Blossoms - accompagnamento vocale, cori (registrato in sovraincisione il 21 aprile 1960)

I Can't Stop Loving You
- Rick Nelson - voce
- James Burton - chitarra
- Ray Johnson - pianoforte
- Joe Osborn - basso
- Richie Frost - batteria
- Darlene Love & Blossoms - accompagnamento vocale, cori

Stars Fell on Alabama
- Rick Nelson - voce, chitarra
- James Burton - chitarra
- Ray Johnson - pianoforte
- Joe Osborn - basso
- Richie Frost - batteria
- gruppo vocale - cori

Excuse Me Baby
- Rick Nelson - voce
- James Burton - chitarra
- Ray Johnson - pianoforte
- Joe Osborn - basso
- Richie Frost - batteria

Unchained Melody / Someday (You'll Want Me to Want You)
- Rick Nelson - voce, chitarra ritmica (Unchained Melody)
- Rick Nelson - batteria (Someday (You'll Want Me to Want You))
- Richard Burton - chitarra
- Ozzie Nelson - pianoforte
- James Kirkland - basso
- Cori registrati in sessione successiva in sovraincisione (Unchained Melody)

I'll Walk Alone
- Rick nelson - voce, chitarra ritmica
- James Burton - chitarra
- Gene Garff - pianoforte
- James Kirkland / George De Nauth - basso
- Richie Frost - batteria
- The Jordanaires - cori (registrato in sessione successiva in sovraincisione)

It's All in the Game
- Rick Nelson - voce
- Howard Roberts - chitarra
- Billy Strange - chitarra
- Gene Garf - pianoforte
- Jud DeNaut - basso
- Earl Palmer - batteria
- Jack Halloran Singers - cori (registrato in sessione successiva in sovraincisione)

I'm Confessin'
- Rick Nelson - voce
- Joe Maphis - chitarra
- Howard Roberts - chitarra
- Roger Renner - pianoforte
- George De Naut - basso
- Earl Palmer - batteria[4]